# باكو توس
فرانسيسكو مارتينز «باكو» توس (بالإسبانية: Francisco Martínez Paco Tous) من مواليد إل بويرتو دي سانتا ماريا، قادس، إسبانيا (10 فبراير، 1964)، ممثل إسباني، اشتهر بدور باكو في المسلسل الإسباني رجال باكو، عرف مؤخرًا بدور موسكو في المسلسل الإسباني الشهير بيت من ورق.

## أعماله
- بيت من ورق (موسكو)

## وصلات خارجية
باكو توس على موقع IMDb (الإنجليزية)
- باكو توس على موقع ميتاكريتيك (الإنجليزية)
- باكو توس على موقع روتن توميتوز (الإنجليزية)
- باكو توس على موقع ألو سيني (الفرنسية)
- باكو توس على موقع أول موفي (الإنجليزية)
- باكو توس على موقع قاعدة بيانات الفيلم (الإنجليزية)
- باكو توس على موقع كينوبويسك (الروسية)